# GUS (magazine)
Pour les articles homonymes, voir GUS.
GUS est un magazine bimensuel belge créé en 2001 et qui vise un public homosexuel urbain. La rédaction est installée à Bruxelles.
C'est avec Têtu (magazine) l'« un des deux principaux magazines pour homosexuels distribués à Bruxelles ».
En 2012, il prend le nom de GUSmen et se présente comme « The life-style magazine for the liberated mind », dédié au design et au clubbing.

## Langues de publication
Il est publié en deux éditions :
- bilingue français-néerlandais à destination de la Belgique, du Luxembourg et des Pays-Bas,
- bilingue anglais-français à destination de la France et du Royaume-Uni principalement.